# 1961 (numero)
Millenovecentosessantuno (1961) è il numero naturale dopo il 1960 e prima del 1962.

## Proprietà matematiche
- È un numero dispari.
- È un numero composto da 4 divisori: 1, 37, 53, 1961. Poiché la somma dei suoi divisori (escluso il numero stesso) è 91 < 1961, è un numero difettivo.
- È un numero semiprimo.
- È un numero omirpimes in quanto anche il suo opposto 1691 = 19 × 89 è semiprimo.
- È un numero nontotiente in quanto dispari e diverso da 1.
- È un numero palindromo e un numero ondulante nel sistema posizionale a base 13 (B7B).
- È un numero intero privo di quadrati.
- È un numero odioso.
- È parte delle terne pitagoriche (440, 1911, 1961), (636, 1855, 1961), (720, 1961, 2089), (1036, 1665, 1961), (1239, 1520, 1961), (1961, 36252, 36305) , (1961, 51948, 51985) , (1961, 1922760, 1922761).

## Astronomia
- 1961 Dufour è un asteroide della fascia principale del sistema solare.

## Astronautica
- Cosmos 1961 è un satellite artificiale russo.